# NGC 6746
NGC 6746 este o galaxie situată în constelația Păunul. A fost descoperită în 11 august 1836 de către John Herschel.